# Gran Premio de Gazipaşa
El Gran Premio de Gazipaşa (oficialmente: Grand Prix Gazipaşa) es una carrera ciclista turca que se celebra en el mes de febrero entre Gazipaşa y Kahyalar en la Provincia de Antalya.
La primera edición se corrió en el año 2019 como parte del UCI Europe Tour bajo la categoría 1.2.

## Palmarés
| Año  | Ganador            | Segundo          | Tercero         |
| ---- | ------------------ | ---------------- | --------------- |
| 2019 | Branislau Samoilau | Gian Friesecke   | Márton Dina     |
| 2020 | Mamyr Stash        | Yauheni Karaliok | Alan Banaszek   |
| 2021 | Raman Tsishkou     | Mamyr Stash      | Alan Banaszek   |
| 2022 | Onur Balkan        | Irwandie Lakasek | Yevgeniy Gidich |

## Palmarés por países
| País        | Victorias |
| ----------- | --------- |
| Bielorrusia | 2         |
| Rusia       | 1         |
| Turquía     | 1         |